# Konstanty Przewłocki
Konstanty Przewłocki herbu Przestrzał (ur. 18 listopada 1857 w Woli Gałęzowskiej, zm. 19 sierpnia 1930 w Jesioniku) – ziemianin, działacz gospodarczy, filantrop, pianista, deputowany do Rady Państwa Imperium Rosyjskiego.

## Życiorys
Pochodził z rodziny ziemiańskiej z Lubelszczyzny. W 1880 r. ukończył z tytułem inżyniera studia na Wydziale Mechanicznym Politechniki w Rydze. W czasie studiów współzakładał i był członkiem korporacji studenckiej Arkonia. Właściciel majątków ziemskich w Woli Gałęzowskiej, Gałęzowie, Werchach, Modliborzycach i Józefowie, zdolny przedsiębiorca rolny, należał do zamożnych i wpływowych osób na Lubelszczyźnie. W 1912 r. wszedł w posiadanie majątku i pałacu w Mordach. Działacz Towarzystwa Kredytowego Ziemskiego w Lublinie (radca Dyrekcji Szczegółowej 1888–1892, prezes przez wiele lat od 1904). 17 maja 1906 r. został posłem do Rady Państwa Imperium Rosyjskiego.
W latach 20. XX wieku był prezesem Towarzystwa Dobroczynności w Lublinie. Brał udział w organizacji Szkoły Lubelskiej, a po odrodzeniu Państwa Polskiego był współzałożycielem KUL. Przez krytyków uznawany był za jednego z wybitnych pianistów swojej epoki.
Po śmierci przyjaciela Bronisława Romera wychowywał jego syna Tadeusza Romera, późniejszego dyplomatę i polityka.
Zmarł w 1930 r. w sanatorium Gräfenberg (Lázně Jeseník, cz. miasta Jesionik) w Czechach. Pochowany na cmentarzu w Bychawie. W 1996 r. grób Eleonory i Konstantego Przewłockich przeniesiono do Woli Gałęzowskiej, gdzie spoczęli w otoczeniu ufundowanego przez siebie w 1928 r. drewnianego kościoła pw. św. Antoniego Padewskiego.

## Rodzina
Był synem Józefa, podporucznika wojsk polskich, powstańca listopadowego, ziemianina i Zofii z Koźmianów, działaczki społeczno-oświatowej, bratanicy Kajetana Koźmiana. Jego siostrą była Zofia Kowerska. Źonaty z Eleonorą hr. Plater-Zyberk, córką Henryka i Adelajdy z hr. von Keller, właścicieli dóbr Liksna na Łotwie. Miał z nią pięcioro dzieci:
- Henryka (1884–1946), właściciela dóbr ziemskich w Mordach, męża Karoliny hr. Hutten-Czapskiej (wnuczki Emeryka Hutten-Czapskiego i siostry Józefa Czapskiego)
- Konstancję (1886–1977), właścicielkę dóbr ziemskich w Woli Gałęzowskiej, żonę Henryka Wysockiego-Woyszkiewicza, właściciela dóbr ziemskich w  Grabkach Dużych (prawnuka Michała Kleofasa Ogińskiego)
- Marię (1888–1947), żonę Jana Niemojowskiego, właściciela dóbr ziemskich w Chudobczycach
- Teresę (1892–1967), właścicielkę dóbr ziemskich w Gałęzowie, żonę 1v. Romana hr. Rostworowskiego, właściciela dóbr ziemskich w Zajączkowicach i Józefowie nad Wisłą, 2v. Stefana Zakrzeńskiego
- Józefa (1895–1962), rotmistrza Wojska Polskiego, właściciela dóbr ziemskich w Brudzewie, męża Zofii hr. Żółtowskiej

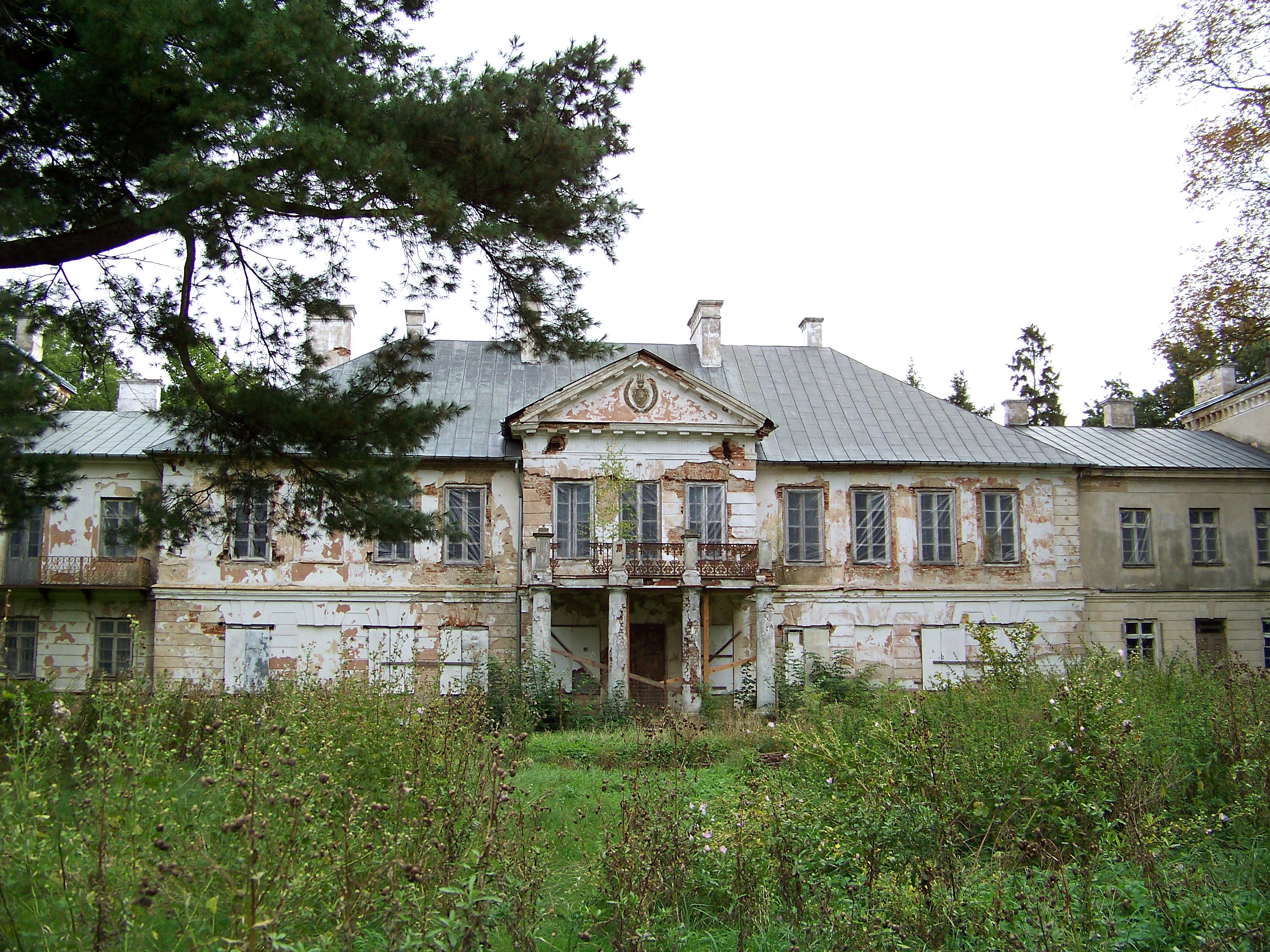
Pałac Konstantego Przewłockiego w Mordach – stan z 2012 r.